# 原居民 (馬匹)
原居民（英語：Indigenous，1993年－2004年）是一匹已故香港賽駒暨1998-1999年度香港馬王，馬主是彭遠慶。原居民於1996年至2003年間服役，經常代表香港到海外出賽，例如英皇鑽石錦標、杜拜世界盃、杜拜司馬經典賽、新航國際盃等國際級大賽。當中最具代表的一役為1999年的日本盃（國際一級賽 2400米）以冷門姿態戰勝許多頂級長途馬，僅不敵東道主馬特別週（Special Week）而得亞軍。

## 生平

### 出生
於1993年4月25日於愛爾蘭的Oldown牧場出生。其父系為Marju（馬足），曾勝出一級賽聖雅各宮廷錦標及葉森打吡亞軍。出色的子嗣除「原居民」外，還有Sil Sila及2008-2009年度的香港馬王「爆冷」。而母系為Sea Port，其子Old Red 及 Lahib曾勝出跳欄賽。早年「原居民」以Qualtron之名於愛爾蘭作賽，取得三冠一季一殿成績。後由練馬師梁錫麟引入香港服役，但梁錫麟牽涉造馬案，由李立細代理。

### 初期成就
「原居民」於1996-1997年馬季開始在港服役，首季已奪得亞洲電視盃（第一班1600米草地）、四歲馬一級賽香港打吡大賽（1800米）季軍及一級賽香港冠軍暨遮打盃（2400米）冠軍。1997-1998年馬季參加首場國際賽二級賽香港國際瓶（2400米），獲一席殿軍。同年摘下一級賽香港金盃（2000米）冠軍及一級賽香港冠軍暨遮打盃（2400米）冠軍。

### 步向高峰
1998-1999年馬季見證了「原居民」的高峰。1998年12月13日，「原居民」力壓澳洲代表「達拉是利」奪得國際二級賽香港國際瓶（2400米），成為首匹勝出該項賽事的香港馬匹。惜在另一場國際二級賽女皇盃（2000米）中，「原居民」未能再下一城，在「雞尾酒」之後獲亞軍。但加上香港金盃（2000米）冠軍及香港冠軍暨遮打盃（2400米）亞軍，已令牠足以成為該年度的「香港馬王」，並同時兼最受公眾歡迎馬、最佳中距離馬及最佳長途馬於一身。接著於1999-2000年馬季，「原居民」以香港馬王之名開始向海外征戰。1999年7月24日「原居民」於一級賽英皇鑽石錦標（2400米）上陣，為香港賽馬史上首匹在該項譽為最高水平的國際長途賽角逐的賽駒。但該場賽事，「原居民」一直搶口，於未能交出水準下僅跑第6名，但仍能擊敗英國打比冠軍「宣言」。同年11月，「原居民」出爭另一場國際一級賽日本盃（2400米），於最後直路短暫突圍，惜被「特別週」及時趕過。然而，「原居民」仍能戰勝法國凱旋門大賽盟主「望族」、英國名駒「高樓大廈」及日本名駒「痛快駒」等一眾國際級賽駒獲得亞軍，亦是首匹香港賽駒於國際一級賽上名。標誌著「原居民」的黃金期已到。

### 漸走下坡
「原居民」在日本盃有好表現後，經常對外征戰似乎令這匹馬王感到吃力，開始出現走下坡的現像。在該季的一級賽香港瓶（2400米）及一級賽女皇盃（2000米）僅獲殿軍，而在初跑泥地的國際一級賽杜拜世界盃（2000米）中只得第八名。在季尾的香港冠軍暨遮打盃雖被捧為大熱門，奈何又不敵「掌門」未能勝出。另這匹季初表現一鳴驚人的馬匹亦不得不把「香港馬王」的榮譽拱手相讓予後起之秀「靚蝦王」。在2000-2001年馬季中表現更進一步走樣，除國際一級賽女皇盃（2000米）中的季軍比較對版外，其它的一級賽均名落孫山。在兩場三級賽沙田錦標（1600米）及百週年紀念銀瓶（2000米）分別得到亞軍及季軍，也未能打開勝利之門。該季的表現令普遍人認為「原居民」的賽馬王朝已經過去。

### 老而彌堅
「原居民」不及當年之勇已是不爭的事實，但於2001-2002年漸步入九歲的牠仍沉著應戰，偶爾造出驚人成績。當季初，「原居民」先後在三級賽沙田錦標（1600米）及國際一級賽香港瓶（2400米）得到季軍。在02年4月，「原居民」以9歲之歲再度出爭國際一級賽女皇盃（2000米）。賽前盡顯人情冷暖，這匹昔日馬壇霸主今天竟然淪為99倍的大冷門，受盡馬迷離棄。結果，「原居民」向各馬迷當頭棒喝，在末段交出強勁的後勁。可惜姍姍來遲只能得到第3，但該場賽事中「原居民」僅負於2匹日本代表，仍擊敗一眾香港後輩及賽前聲勢浩大的世界馬王「威武神駒」。其後，「原居民」乘女皇盃之勢出爭國際一級賽新航國際盃（2000米），亦獲得季軍。賽後，馬迷對「原居民」作出一致的讚賞，但不同的意見。有人認為「原居民」正處於另一個黃金期可再創高峰，有人則認為「原居民」應盡早退役安享晚年。

### 最後一程
有傳「原居民」的馬主彭遠慶曾揚言「原居民」可跑到10歲，令當時有不少馬迷不滿，認為這樣會對這匹一代馬王十分辛勞。在2002-2003馬季，「原居民」漸步入10歲高齡。除季初在國際一級賽日本盃（中山2200米）中跑獲接近的第六名外，其它比賽均不能跑出水準，令人明白「原居民」要退役的時侯已到。但「原居民」仍被安排服役一整季。最後，「原居民」於2003年6月1日香港冠軍暨遮打盃（2400米）上陣包尾而回後才能光榮退役。香港賽馬會向「原居民」頒發「終生成就獎」並舉行告別儀式。其後「原居民」被送到屯門公眾騎術學校。於2004年8月8日，「原居民」因絞腸沙重病而被人道毀滅。至其死因，未能證實是否與太長時期參與激烈的賽馬運動有關。
總結「原居民」的一生，把香港的賽馬推向國際水平，下啟「靚蝦王」、「爪皇淩雨」、「牛精福星」及「好望角」等香港賽駒繼續在國際馬壇發熱發亮。

## 曾勝出賽事

### 1996-1997馬季
- 雅怡汽水讓賽 二班1800米
- 亞洲電視盃 一班1600米
- 香港冠軍暨遮打盃 2400米

### 1997-1998馬季
- 生力啤酒銀盃 一班1600米
- 百週年紀念銀瓶 2200米
- 香港金盃 2000米
- 沙田一哩錦標 1600米
- 香港冠軍暨遮打盃 2400米

### 1998-1999馬季
- 沙田錦標 1600米
- 樂聲盃 一班1800米
- 香港瓶 2400米
- 香港金盃 2000米

## 曾參加海外賽事

### 1998-1999馬季
- 英皇鑽石錦標 2400米

### 1999-2000馬季
- 日本盃 2400米
- 杜拜世界盃 2000米

### 2000-2001馬季
- 杜拜司馬經典賽 2400米

### 2001-2002馬季
- 日本盃 2400米
- 新加坡航空國際盃 2000米

### 2002-2003馬季
- 日本盃 2200米 （該屆日本盃因東京競馬場進行工程而移師至中山競馬場舉行）

## 統計
- 曾勝出途程：1600米、1800米、2000米、2200米、2400米
- 曾上名途程：1000米、1400米、1600米、1800米、2000米、2200米、2400米
- 總獎金：$45,125,289

## 外部連結
- 香港賽馬會－原居民資料（繁體中文）
- Facebook 原居民社團（繁體中文）